# José Luis Martínez
Para otras personas con este nombre, véase José Luis Martínez (desambiguación).
José Luis Martínez Rodríguez (Atoyac, Jalisco, 19 de enero de 1918 - Ciudad de México, 20 de marzo de 2007) fue un académico, diplomático, ensayista, historiador, cronista, bibliógrafo, editor y humanista mexicano. Fue director del Fondo de Cultura Económica de 1977 a 1982.

## Estudios
Cursó la carrera de letras españolas en la Facultad de Filosofía de la Universidad Nacional Autónoma de México y cursos aislados de filosofía e historia del arte de 1938 a 1943. Se casó con Amalia Hernández, quien fue fundadora y directora del Ballet Folklórico de México, con la que tuvo a su hijo mayor, José Luis Martínez Hernández, quien fue titular del Fondo Nacional para la Cultura y las Artes entre 1994 y 2000. Su segunda esposa fue Lydia Baracs, originaria de Hungría, con la que tuvo a Guadalupe Andrea Martínez Baracs y Rodrigo.

## Trayectoria académica y distinciones
Junto con Alí Chumacero, Leopoldo Zea y Jorge González Durán, fundó la revista Tierra Nueva.
Fue profesor de literatura en la Facultad de Filosofía y Letras de la Universidad Nacional Autónoma de México (UNAM) y maestro huésped de la Facultad de Humanidades de la Universidad de El Salvador en 1951.
Fue el máximo exponente del humanismo mexicano del siglo XX: su simpatía por el liberalismo decimonónico no se peleaba con su simpatía por la cultura católica (q.v. Gabriel Zaid) que fue la de sus ancestros. Es frecuentemente considerado como el mejor biógrafo de Hernán Cortés. 
Fue miembro de número de la Academia Mexicana de la Lengua, donde tomó posesión de la silla III el 22 de abril de 1960; dirigió esa institución de 1980 a 2002 y desde 2003 fue director honorario perpetuo. Desde 1990 fue miembro del Consejo de Administración del Fondo de Cultura Económica y de los comités de Historia y de Literatura. Fue miembro de número de la Academia Mexicana de la Historia, donde ocupó el sillón 24 desde 1993. También fue miembro correspondiente de la Academia Peruana de la Lengua y de la Academia Dominicana de la Lengua.
Recibió el doctorado Honoris causa de la Universidad Nacional Pedro Henríquez Ureña en Santo Domingo, República Dominicana en 1984, de la Universidad Nacional Autónoma de México en 1996 y de la Universidad de las Américas en 1997. Mantuvo amistad con literatos de la talla de Octavio Paz y Juan José Arreola, quien fue su compañero de clases en primaria, y con muchos otros.
Entre las condecoraciones y los premios que recibió, están el de Officier d'Academie de la República Francesa en 1947, la insignia José María Vigil como jalisciense distinguido en 1956, Comendador de la Orden al Mérito de la República Italiana en 1967, el Premio Elías Sourasky (1978), el Premio Nacional de Ciencias y Artes en el área de Literatura y Lingüística y el Premio Internacional Alfonso Reyes en 1982. Recibió la medalla Ramón López Velarde del gobierno de Zacatecas, en 1988; la Medalla de Honor de la Universidad Internacional Menéndez Pelayo de Santander, España, en 1993; la Cruz de la Orden de Alfonso X, en 1998, y la presea Miguel Othón de Mendizábal (medalla de oro), del INAH, por su contribución a la conservación, protección y difusión del patrimonio cultural mexicano, el 30 de noviembre de 2000. Fue amante de los libros y la suya fue quizá la biblioteca privada más importante del país. El acervo está ahora en la Biblioteca de México, en la Ciudadela

## Cargos ejercidos
- Secretario particular del titular de la Secretaría de Educación Pública, Jaime Torres Bodet (1943-1946).
- Diputado federal por el octavo distrito de Jalisco (1958-1961).
- Embajador de México ante la Unesco en París, Francia (1963-1964).
- Director general del Instituto Nacional de Bellas Artes (1965-1970).
- Embajador de México en el Perú.
- Embajador de México en Grecia (1971-1974).
- Gerente General de los Talleres Gráficos de la Nación (1975-1976).
- Consejero de la Fundación Cultural Televisa (1975-1998).
- Director del Fondo de Cultura Económica (1977-1982).
- Presidente de los Comités Organizadores de las celebraciones de los centenarios de Ramón López Velarde (1988) y Alfonso Reyes Ochoa (1989).
- Creador emérito del Sistema Nacional de Creadores de Arte (1994).
- Asesor del Secretario de Educación Pública, Fernando Solana Morales (1993-1994).

## Gestión como director del Fondo de Cultura Económica
Durante su administración al frente del Fondo de Cultura Económica se publicaron 701 títulos nuevos y se creó la colección de Revistas Literarias Mexicanas Modernas que puso de nuevo en circulación, en ediciones facsimilares, las principales revistas literarias publicadas en México en la primera mitad del siglo, XX, como Taller, Contemporáneos, Bandera de Provincias, etc. Asimismo, se enfocó en la recuperación del catálogo general mediante la reedición y reimpresión de un total de 1084 títulos cuyo valor e importancia cultural mantenían plena vigencia.
Su administración atravesó dificultades derivadas de una crisis económica en América Latina que afectó seriamente a la industria editorial, por lo que sus esfuerzos debieron canalizarse al saneamiento de las finanzas de las subsidiarias para recuperar el equilibrio relativo entre éstas y la casa matriz.

## Obras
Destacan entre sus numerosos estudios y ensayos:
- Elegía por Melibea y otros poemas
- El concepto de la muerte en la poesía española del siglo XV
- La técnica en literatura. Introducción
- Las letras patrias, de la época de la Independencia a nuestros días
- La emancipación literaria de México
- La expresión nacional: letras mexicanas del siglo XIX
- Problemas literarios
- La literatura moderna de México
- La obra de Agustín Yáñez
- La Luna
- Unidad y diversidad de la literatura latinoamericana
- Nezahualcóyotl: vida y obra
- Bernardino de Sahagún
- El mundo antiguo
- México en busca de su expresión literaria: 1810-1910
- Gerónimo de Mendieta
- Una muestra de la elaboración de la “Historia verdadera” de Bernal Díaz del Castillo
- El “Códice Florentino” y la “Historia General” de Sahagún
- Pasajeros de Indias, Viajes transatlánticos en el siglo XVI
- Origen y desarrollo del libro en Hispanoamérica
- Motecuhzoma y Cuauhtémoc, Los últimos emperadores aztecas
- Introducción a Grecia
- Hernán Cortés, Hernán Cortés (versión abreviada)
- Documentos cortesianos
- El mundo privado de los emigrantes de Indias
- Cruzar el Atlántico
- Guía para la navegación de Alfonso Reyes
- El trato con escritores y otros estudios
- La literatura mexicana del siglo XX
- Recuerdo de Lupita (autobiográfico)
- José Rubén Romero, Vida y Obras
- Bibliofilia (autobiográfico)

## Opiniones a su trayectoria
- Fue calificado por Gabriel Zaid como el curador de las letras mexicanas.

- Dice de él Virginia Bautista: "José Luis Martínez está en el centro de la cultura mexicana porque amaba a los escritores, la palabra, los libros; le gustaba estar con ellos, eran su vida".

- "Donde estaba él, estaba la literatura", afirmó Adolfo Castañón.

- En su despedida dijo de él Alí Chumacero: Pero ya que el huracán cesó, que mi amigo no se halla presente, contémonos pensando que todo en silencio a la quietud navega, y lloremos –si hay que llorar– como la fuente escondida.

- Carlos Montemayor destacó: Qué afortunado un ser como él, que dispuso de tiempo, edad, lucidez e inteligencia para realizar una obra tan vasta; pero tanto tiempo también para organizar y trabajar por la cultura de México desde muchas instituciones.